# Gare de Viville
La gare de Viville est une gare ferroviaire belge de la ligne 162, de Namur à Sterpenich (frontière luxembourgeoise), située à bonne distance du village de Viville sur le territoire de la ville d'Arlon, dans la province de Luxembourg en Région wallonne.
Elle est mise en service en 1943, à proximité de l'atelier traction dit « de Stockem » (la gare de Stockem se trouvant, elle, à proximité du faisceau de triage). Le fait que l'arrêt porte le nom d'un village distant (alors qu'il se trouve de facto englobé dans le village de Stockem) vise donc essentiellement à éviter des dénominations trop similaires aux deux arrêts qui desservent ces installations ferroviaires. Il se situe au bout de la « rue des ateliers » à Stockem, qui est en impasse et qui se prolongeait jadis par un passage à niveau desservant l'atelier de traction des chemins de fer.
C'est une halte ferroviaire de la Société nationale des chemins de fer belges (SNCB) desservie par des trains Omnibus (L) et Heure de pointe (P).

## Situation ferroviaire
Établie à 243 m d'altitude, la gare de Viville est située au point kilométrique (PK) 134,00 de la ligne 162, de Namur à Sterpenich (frontière luxembourgeoise), entre les gares de Stockem et d'Arlon.

## Histoire
La ligne de Namur à la frontière du Luxembourg est mise en service par section en 1858. La Grande compagnie du Luxembourg met en service la section de à Grupont à Arlon, qui passe à Viville, le 27 octobre 1858. La station la plus proche, celle de Stockem, est créée en 1881.
L'arrêt de Viville est mis en service pendant la Deuxième Guerre mondiale, le 17 mai 1943, entre Arlon et Stockem.
Vu la proximité de l'atelier SNCB, une part non négligeable des voyageurs est constituée par le personnel de ce dernier. La desserte est suspendue le weekend en 1994 jusqu'en 2002, lorsque la SNCB procède à la réouverture de cette desserte le week-end.
Lorsque le passage à niveau fut supprimé, il fut dans un premier temps uniquement fermé au trafic automobile alors que la traversée des voies était toujours nécessaire pour passer d'un quai à l'autre. Lors de la remise à niveau de la ligne décidée au début des années 2000, le remplacement de celui-ci par un passage sous voie fut décidé. Le quai en direction d'Arlon est très exigu et surplombe un talus assez raide. L'atelier SNCB se trouve en contrebas. Aussi, on eut recours à la construction d'un imposant bac préfabriqué qui fut poussé sous les voies. Ceci nécessita l'expropriation des terrains du côté du quai vers Libramont afin d'y construire la trémie d'accès

## Service des voyageurs

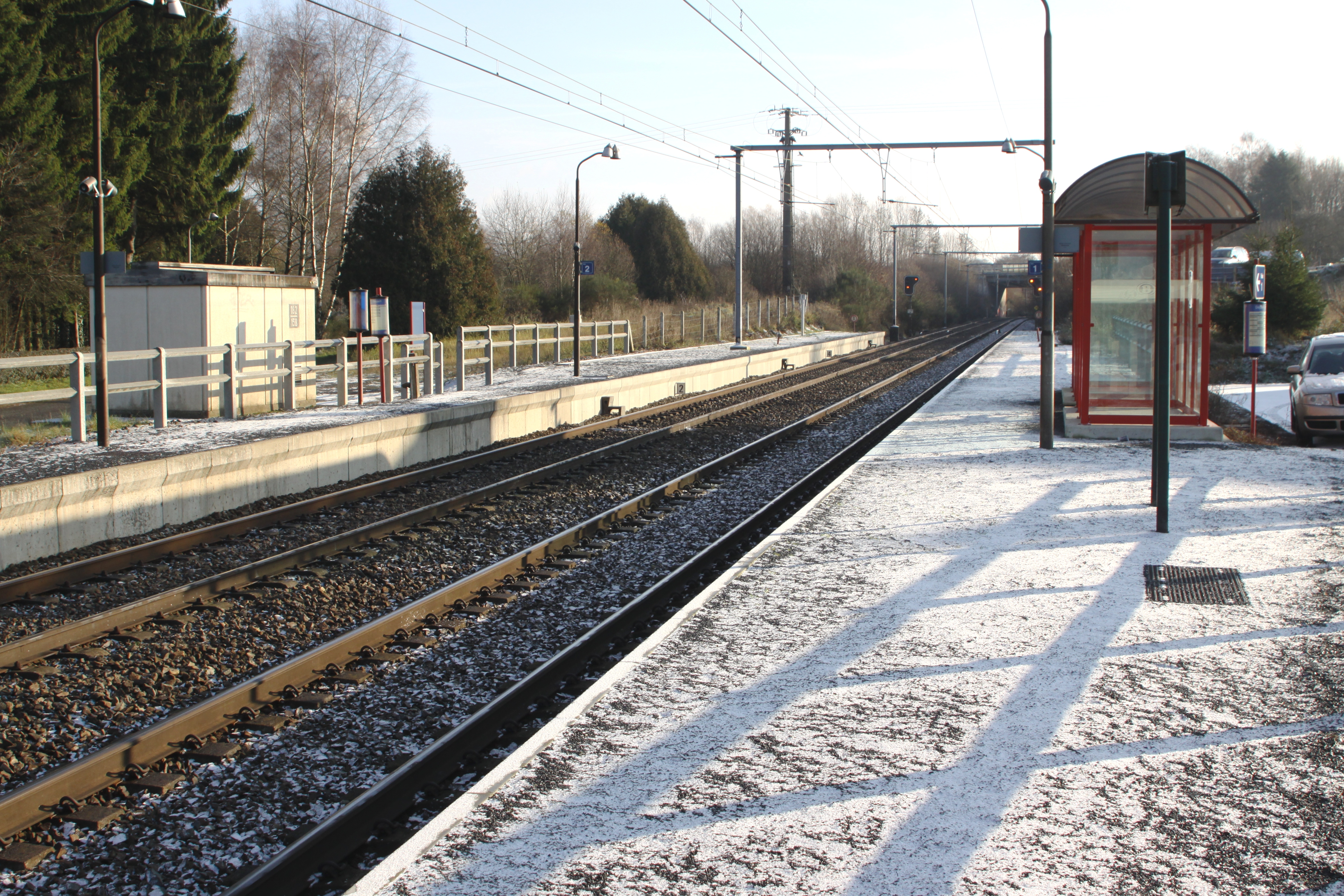
Sous la neige en 2010, quais en direction d'Arlon.

### Accueil
Halte SNCB, c'est un point d'arrêt non gardé (PANG). Elle dispose de deux quais avec abris. L'accès en sécurité d'un quai à l'autre se fait en empruntant un passage sous les voies.

### Desserte
Viville est desservie par des trains omnibus (L) et heure de pointe (P) de la SNCB qui effectuent des missions sur la ligne 162.
En semaine, la desserte est constituée de trains L reliant toutes les heures Libramont à Arlon renforcée par un train P supplémentaire entre Libramont et Arlon et un de Namur à Arlon ; ils effectuent le trajet inverse l'après-midi.
Les week-ends et jours fériés, la desserte comprend uniquement les trains L Arlon - Libramont cadencés toutes les deux heures. Un unique train P relie Arlon à Liège-Saint-Lambert les dimanches soir et ne circule pas pendant les congés.

### Intermodalité
Un espace non aménagé permet le parking des véhicules à côté de l'arrêt.

## Comptage voyageurs
Le graphique et le tableau montrent le nombre de passagers qui en moyenne embarquent durant la semaine, le samedi et le dimanche.
| Nombre de voyageurs qui embarquent à la gare de Viville | Nombre de voyageurs qui embarquent à la gare de Viville | Nombre de voyageurs qui embarquent à la gare de Viville | Nombre de voyageurs qui embarquent à la gare de Viville |
|                                                         | Semaine                                                 | Samedi                                                  | Dimanche                                                |
| ------------------------------------------------------- | ------------------------------------------------------- | ------------------------------------------------------- | ------------------------------------------------------- |
| 1977                                                    | 114                                                     | 11                                                      | 4                                                       |
| 1978                                                    | 110                                                     | 10                                                      | 8                                                       |
| 1979                                                    | 94                                                      | 11                                                      | 8                                                       |
| 1980                                                    | 127                                                     | 13                                                      | 11                                                      |
| 1981                                                    | 121                                                     | 18                                                      | 14                                                      |
| 1982                                                    | 142                                                     | 15                                                      | 13                                                      |
| 1983                                                    | 125                                                     | 5                                                       | 4                                                       |
| 1984                                                    | 111                                                     | 3                                                       | 8                                                       |
| 1985                                                    | 30                                                      | 4                                                       | 3                                                       |
| 1986                                                    | 37                                                      | 12                                                      | 7                                                       |
| 1987                                                    | 109                                                     | 7                                                       | 9                                                       |
| 1988                                                    | 106                                                     | 6                                                       | 3                                                       |
| 1989                                                    | 65                                                      | 3                                                       | 3                                                       |
| 1990                                                    | 39                                                      | 5                                                       | 2                                                       |
| 1991                                                    | 41                                                      | 3                                                       | 2                                                       |
| 1992                                                    | 69                                                      | 3                                                       | 1                                                       |
| 1993                                                    | 73                                                      | 2                                                       | 1                                                       |
| 1994                                                    | 55                                                      | -                                                       | -                                                       |
| 1995                                                    | 64                                                      | -                                                       | -                                                       |
| 1996                                                    | 71                                                      | -                                                       | -                                                       |
| 1997                                                    | 50                                                      | -                                                       | -                                                       |
| 1998                                                    | 43                                                      | -                                                       | -                                                       |
| 1999                                                    | 41                                                      | -                                                       | -                                                       |
| 2000                                                    | 52                                                      | -                                                       | -                                                       |
| 2001                                                    | 54                                                      | -                                                       | -                                                       |
| 2002                                                    | 73                                                      | -                                                       | -                                                       |
| 2003                                                    | 64                                                      | 2                                                       | 1                                                       |
| 2004                                                    | 45                                                      | -                                                       | -                                                       |
| 2005                                                    | 34                                                      | 2                                                       | -                                                       |
| 2006                                                    | 49                                                      | 2                                                       | 2                                                       |
| 2007                                                    | 41                                                      | 2                                                       | 4                                                       |
| 2008                                                    | -                                                       | -                                                       | -                                                       |
| 2009                                                    | 48                                                      | 3                                                       | -                                                       |
| 2010                                                    | -                                                       | -                                                       | -                                                       |
| 2011                                                    | -                                                       | -                                                       | -                                                       |
| 2012                                                    | 45                                                      | 4                                                       | 2                                                       |
| 2013                                                    | 42                                                      | 2                                                       | 1                                                       |
| 2014                                                    | 30                                                      | 6                                                       | 1                                                       |
| 2015                                                    | 31                                                      | 2                                                       | 3                                                       |
| 2016                                                    | 30                                                      | 8                                                       | 3                                                       |
| 2017                                                    | 57                                                      | 4                                                       | 6                                                       |
| 2018                                                    | 25                                                      | 8                                                       | 5                                                       |
| 2019                                                    | 30                                                      | 13                                                      | 16                                                      |
| 2020                                                    | 14                                                      | 7                                                       | 5                                                       |
| 2021                                                    | -                                                       | -                                                       | -                                                       |
| 2022                                                    | 95                                                      | 36                                                      | 75                                                      |
| 2023                                                    | 80                                                      | 38                                                      | 53                                                      |
| 2024                                                    | 73                                                      | 21                                                      | 34                                                      |